# Шурышовка
Шурышовка (Шерушевка) — деревня в Красноуфимском округе Свердловской области, входит в состав посёлка Сарана.

## История
Ориентировочно образована в 1900 году и входила в состав Красноуфимского уезда Пермской губернии. В середине 1920 годов деревня Шурышовка административно входила в Нижне - Саранинский сельский совет. Согласно решению Красноуфимского районного совета народных депутатов от 26.02.1978 №70 «Об уточнении черты п. Сарана» деревня была включена в черту рабочего поселка Сарана, а по решению Свердловского облисполкома №195 от 29.03.1978 деревня вошла в состав рабочего посёлка Сарана.

## Население
В 1920-х годах в деревне насчитывалось 46 хозяйств, население составляло 180 человек, в том числе мужского полу - 84 человека, а женского полу - 96 человек. В деревне основное население было русское. На 1939 год в деревне проживало — 153 человека. В 2009 году проживало 60 человек.

## Инфраструктура
Всего в этом поселении две улицы: Бажова и Декабристов.